# 胡有清
胡有清（1949年—），籍貫台湾台中，汉族，中华人民共和国学者、政治人物，南京大学中文系教授，江苏省台联会长，全国台联副会长，台湾民主自治同盟南京市委主委，第十一届全国人民代表大会台湾地区代表。
毕业于南京大学中文专业。2008年起担任全国人大代表。